# بصير
بصير هي قرية سورية تقع في جنوب سوريا بسهل حوران وتبعد عن مدينة درعا بحوالي 50 كم باتجاه الشمال، وتقع إلى الشرق من مدينة الصنمين بـ5 كم.

## السكان
يصل عدد سكان بصير في الوقت الحاضر إلى حوالي ثلاثة آلاف نسمة، ويسكنها عدد كبير من العائلات.
السكان من المسيحيين السوريين الذين يتبعون طائفة الروم الملكيين الكاثوليك، كما جيرانها من البلدات المحيطة بها كخبب وقرية تبنة والمسمية وغيرها..
يبلغ عدد سكان قرية بصير حوالي 3.700 حسب إحصاء عام 2007 م، وهي من القرى القليلة في سوريا حيث لا يوجد فيها أي أمي فالجميع يتقنون القراءة والكتابة ومستوى الحاصلين على شهادات عليا مستوى عال ان أغلب عائلات القرية جائت من بصرى وجبل العرب السويداء وبعضهم سكن في قرية خبب بادئ الامر ثم رحلوا إلى موقع بصير ليبنوا فيها قريتهم.
تشتهر البلدة بالزراعة منها القمح وغيرها من الحبوب، وإلى جانبها زراعة الزيتون والخضراوات.

## التاريخ
يعود تاريخ سكنى بصير إلى عام (9 قبل الميلاد)، حيث جعلها هيرودس حامية زراعية عسكرية وبنى فيها عدد من المراصد وذلك لمراقبة اللصوص الذين كانوا يقومون بقطع طريق القوافل على خط دمشق – مسمية – اللجاة – بصرى الشام، وقد وصل عدد سكانها عام (6 قبل الميلاد) إلى حوالي ألفي نسمة، أما في الفترة الحديثة فقد سكنها عائلة من آل الزعبي ثم هجرتها قبل قدوم آل مهنا وآل فلوح وأقرباؤهم.
لقد شهدت القرية هجرة واسعة منها إلى دمشق العاصمة ولبنان في الخمسينيات من القرن العشرين،، إلا أنه وبعد عام 1972 م بدأت تشهد الهجرة المعاكسة فبعد أن كان عدد منازل القرية في عام 1972 م حوالي (150 منزلاً) وصل في عام 1980 م إلى (300 منزلاً) بعد أن توافرت الخدمات وكانت باكورة هذه الخدمات شبكة مياه الشرب مع خزان وثلاثة آبار ارتوازية في عام1972، وشبكة الكهرباء عام 1976, وشبكة الهاتف عام 1985 وغيرها من الخدمات الأساسية.

## شخصيات من القرية
- الدكتور اديب ميالة حاكم مصرف سورية المركزي السابق ووزير الاقتصاد والتجارة الخارجية.
- الدكتور رأيف المهنا مدير عام الشركة العامة للدراسات ودكتور في جامعة دمشق كلية الهندسة المعمارية.
- السيدة شهيرة فلوح رئيسة الهيئة العامة لمدارس أبناء الشهداء.
- هاجم العيازرة
- الدكتور نظمي عودة فلوح معاون وزير الصحة السابق .